# Рональд Рейган
Ро́нальд Ві́лсон Ре́йган, або Ре́йґан, (у діаспорних джерелах Роналд Реґен; англ. Ronald Wilson Reagan МФА: [/ˈrɒnəld ˈwɪlsən ˈreɪɡən/] ; 6 лютого 1911, Тампіко, Іллінойс — 5 червня 2004, Лос-Анджелес) — американський політик, 40-й Президент США (1981–1989) від Республіканської партії, 33-й губернатор Каліфорнії (1967–1975). До політичної діяльності працював спортивним коментатором, прославився як актор кіно та телеведучий.
Президенство Рональда Рейгана славиться покращенням економіки країни, подоланням економічної кризи 1980-1982 років, антикомуністичною політикою, запровадженням доктрини Рейгана та системними реформами. Його політику також називають "рейганомікою".

## Біографія

### Дитинство і перші роботи
Народився Рональд 6 лютого 1911 року в місті Тампіко, штат Іллінойс. Батько — Джон Едвард Рейган, мати — Неллі Вілсон Рейган. Батько Рейгана був ірландського католицького походження, а його мати мала шотландсько-англійських предків. У Рональда був також старший брат — Нейл «Мун» (1908—1996), що став менеджером у рекламному бізнесі. Через пияцтво батька сім'я ледь зводила кінці з кінцями, і вдосталь надивившись на батька-алкоголіка, майбутній президент до кінця днів вживав спиртне зрідка, лише на офіційних зустрічах.
Сім'я Рейганів деякий час переїжджала в різні міста штату Іллінойс, включаючи Монмаут, Гейлсбург і Чикаго. Зрештою в 1919 році вони повернулися в Тампіко. А 1920 року переїхали в місто Діксон, де він і пішов у середню школу, у якій виявляв інтерес до акторського мистецтва, спорту і розвивав навички оповідача. Часті переїзди з місця на місце примушували Рональда міняти школи, і щоразу йому як новачкові доводилося долати насторожену недовіру однокласників. Справи пішли на лад тільки 1924 року, після успішної гри Рональда у футбольній команді Діксона. Однак найбільшого визнання в оточенні він домігся, працюючи на своїй першій роботі рятувальником у Лоуелл-Парк. За 7 сезонів, починаючи з 1926 року, згідно з популярною легендою, ним було врятовано 77 осіб, що тонули.
1928 року він закінчив середню школу в Діксоні і вступив до коледжу міста Юрека на факультет економіки і соціології. Правда, там, як і в школі, він аж ніяк не відзначався в науках. Коли через роки студенти запитали його, яка користь у тому, щоб бути президентом, він відповів: «Я міг віддати ФБР наказ суворо засекретити мої шкільні оцінки». У той самий час він намагався брати активну участь у громадському житті, був членом студентського братства Тау Каппа Епсилон і з часом навіть очолив організацію студентського самоврядування. Також він активно займався спортом, включаючи американський футбол.
Автор книги «Бог і Рональд Рейган» (англ. God and Ronald Reagan), пише, що Рейган був дуже релігійним і мав сильну віру в доброту людини. Ця віра виходила від його матері Неллі та протестантської церкви «Учні Христа», вірянином якої він став 1922 року.
З дитячих років Рональд мріяв про сценічну кар'єру, але оскільки від Діксона до Голлівуду шлях не близький, він вирішив спробувати себе на радіо. Після закінчення коледжу 1932 року, Рейган переїхав до штату Айова, де працював на багатьох маленьких радіостанціях.

### Акторська кар'єра, служба в армії

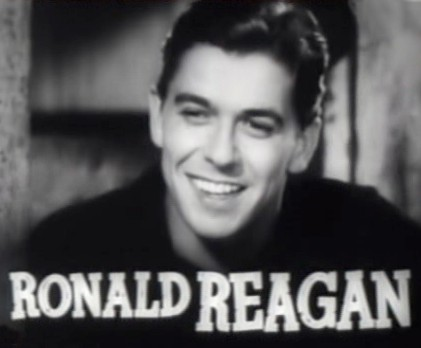
Рейган у фільмі Ковбой з Брукліну (1938)

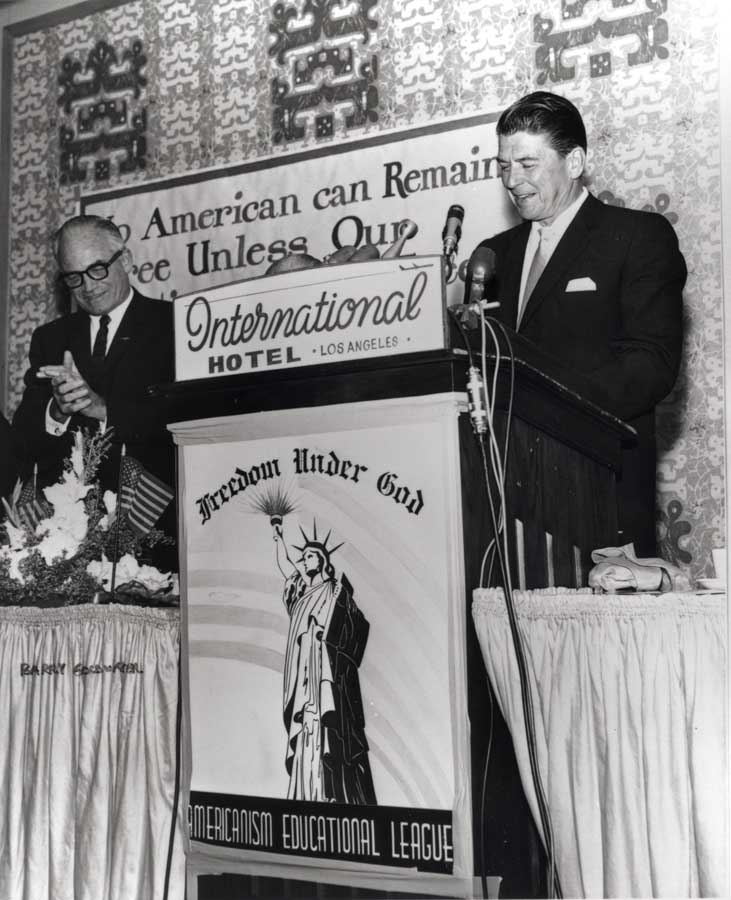
Рейган провадить кампанію з Баррі Голдуотером, 1964 рік

У 1930-х роках Рональд Рейган переїхав до Лос-Анджелеса, де розпочав кар'єру актора. Його кінодоробок є доволі солідним — він виконав ролі у 77 телевізійних та художніх фільмах. Однак це були переважно фільми класу «Б», у яких Рейган виконував другопланові ролі ковбоїв або палких коханців. Його монологи в цих фільмах обмежувалися тими ж короткими фразами, які потім стали його «фірмовим знаком» у часи президентства. Сам Рейган вважав своїм найкращим фільмом «Королівський порядок» (1942), хоча кінокритики виділяють декілька інших стрічок, які мали хоч якусь артистичну вартість або успіх у глядачів. Зокрема, це фільм «Вбивці» (1964), в якому він знявся поруч із великими голлівудськими зірками Лі Марвіном та Енджі Дікінсон. Рейган уже тоді приятелював із першими зірками Голлівуду, його шанували, тому обрали головою профспілки голлівудських акторів (що стало згодом стартом політичної кар'єри), членом Американської кіноакадемії, його зірка є на «Алеї слави» в Голлівуді. 
29 квітня 1937 року, після проходження 14-ти заочних військових курсів, Рейган був включений до лав армійського резерву як рядовий В-класу 322-го кавалерійського полку в Де-Мойні (Айова). 25 травня 1937 року йому було присвоєно чин другого лейтенанта кавалерійського офіцерського Резервного Корпусу. 1941 року вступив добровольцем до армії, але оскільки медична комісія встановила, що Рейган має поганий зір, то його участь у війні обмежилася зніманнями навчальних та патріотичних художніх фільмів для підйому духу армії, відтак військовою службою Рейгана стала фактично кіноробота в Голлівуді.

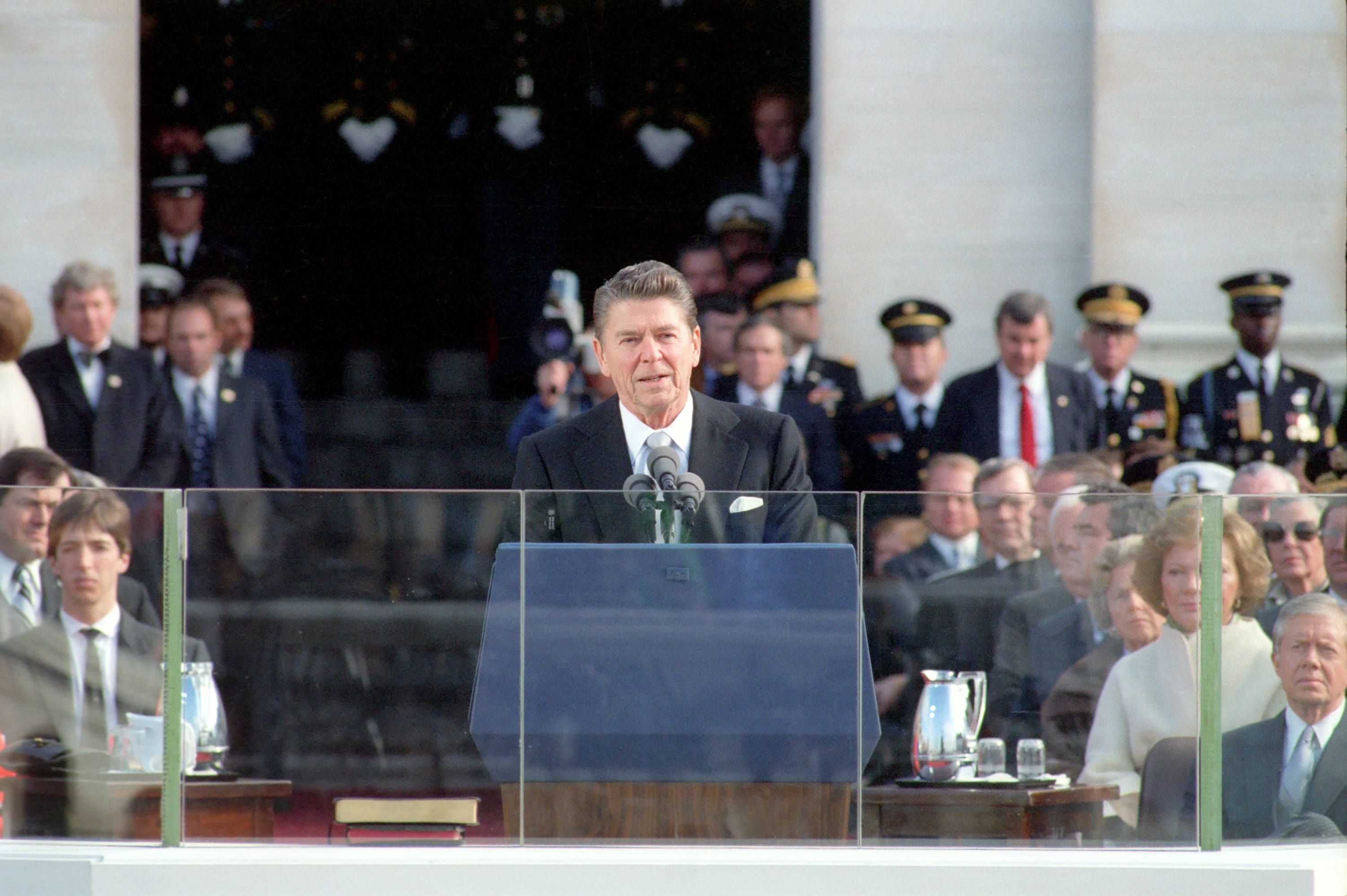
Рейган виступає з інавгураційною промовою, 1981 рік

### Початок політичної кар'єри
Початок політичної кар'єри Рональда Рейгана пов'язують ще з голлівудським етапом його життя, а також з подальшою роботою представником корпорації General Electric. Спочатку Рейган був членом Демократичної партії США, але 1962 року перейшов до Республіканської.
Наприкінці 1964 року в житті Рейгана з'явилися особливі люди — нафтопромисловець-мільйонер Генрі Сальваторі та заможний бізнесмен, власник мережі магазинів і контор із продажу автівок виробництва компанії «Форд моторс» Голмс Таттл. Саме Таттл разом зі своїми впливовими друзями вирішив висунути кандидатуру Рейгана на посаду губернатора Каліфорнії від Республіканської партії.
1964 року на партійній конвенції Рональд Рейган виголосив свою знамениту промову «Час обирати» (англ. A Time for Choosing) на підтримку республіканського кандидата в президенти Баррі Голдуотера, після чого йому було запропоновано виставити свою кандидатуру на пост губернатора Каліфорнії, на яких він перемагав 1966 та 1970 року.
1968 та 1976 року Рейган двічі виставляв свою кандидатуру в президенти США на первинних виборах від Республіканської партії, але обидва рази програв. 1976 року Рейган кинув виклик чинному президенту Джеральду Форду. Стратегія полягала в перемозі на кількох первинних виборах, завдяки завчасному старту кампанії Форда. Розуміючи, що в партії зараз сильно відчувається вплив поміркованого крила, Рейган вибрав помірно налаштованого республіканця сенатора Річарда Швайкера як свого кандидата у віцепрезиденти.
Лише з третьої спроби, 1980 року Рональду Рейгану вдалося виграти первинні партійні вибори і стати кандидатом у президенти від Республіканської партії на виборах, на яких він переміг кандидата від Демократичної партії, чинного президента Джиммі Картера, перемігши в 44 штатах, зібравши 489 голосів вибірників, Картер же переміг у 6 штатах, зібравши 49 голосів вибірників, таким чином Рейган у січні 1981 року вступив на посаду Президента США.

### На президентському посту

Рейган окреслює свій план зниження податків, 1981 рік

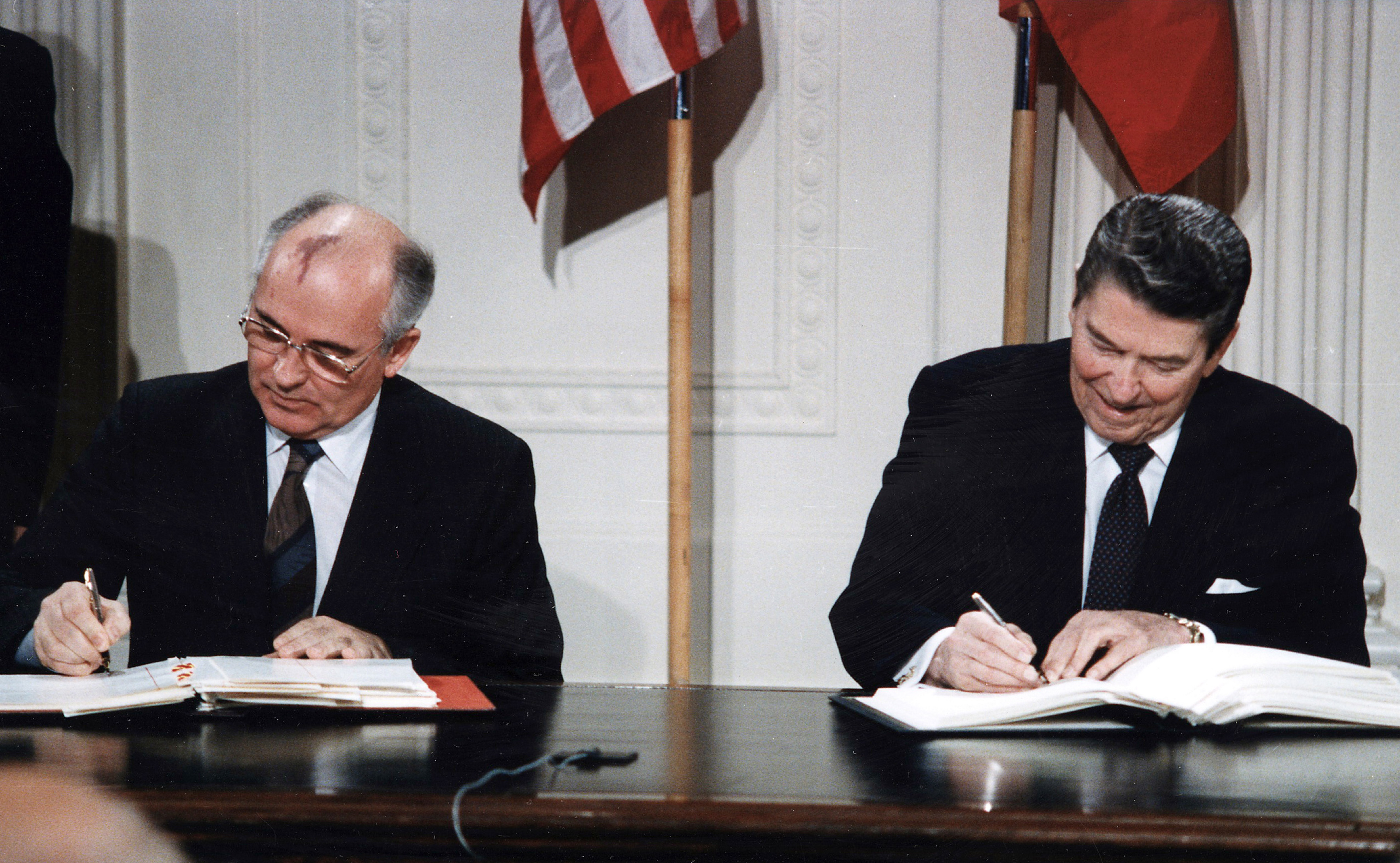
Рональд Рейган і Михайло Горбачов підписують Договір про ліквідацію ракет середньої та малої дальності, 1987

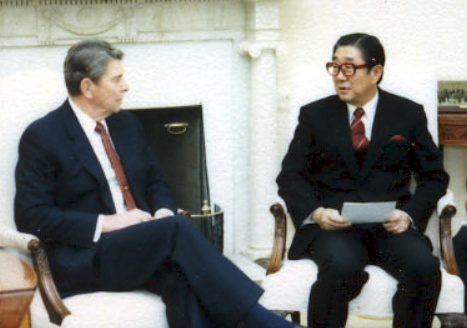
Сінтаро Абе та Рональд Рейган, 1987

На початку свого першого терміну, 30 березня 1981, пережив спробу замаху. На посту президента висунув ряд нових політичних і економічних ініціатив. Як і під час перебування на посту губернатора, президент Рейган дотримувався стратегії найменшого втручання уряду в регулювання економіки, скорочення державних витрат, зниження податків, контролю над інфляцією (подібна економічна політика пізніше отримала назву «Рейганоміка»). Варто лише відзначити, що протягом перших трьох років свого президентства Рейган щороку знижував прибутковий податок на 10 відсотків.
«У 1981, коли я посів президентське крісло в Білому домі, — згадував Рейган про початок свого президентства, — волокна воєнного м'яза були настільки атрофовані, що наша здатність успішно відбити можливу атаку з боку Радянського Союзу була дуже сумнівна: винищувачі не літали, бойові кораблі не плавали. Наші найкращі сини і доньки покидали військову службу, моральний стан добровольчої армії перебував у занепаді; наше стратегічне озброєння десятиліттями не модернізувалося. Водночас Радянський Союз створював воєнну машину, яка загрожувала перевершити нашу на будь-якому рівні. Мені хотілося сісти за стіл переговорів, щоб покласти край цій безглуздій політиці „взаємного гарантованого знищення“, але для цього Америці насамперед потрібно було збільшити свою воєнну міць. Тоді ми могли б вести переговори з позиції сили, а не слабкості».
Перший термін ознаменувався безпрецедентним тиском на СРСР шляхом розміщення ядерного арсеналу в країнах Західної Європи. У 1983 у своїй промові проголосив СРСР «імперією зла», відмовився від політики розрядки, що виразилося в прямій конфронтації з комунізмом, перегонами озброєнь і підтримкою антикомуністичних рухів в усьому світі.
Його адміністрація доклала величезних зусиль для ліквідації Сандіністського режиму в Нікарагуа. Зброя, гроші та інструктаж надавалися людям, які боролися з урядом «Контрас», а навчені ЦРУ «командос» ставили міни в нікарагуанських портах, що призвело до підриву кількох радянських торгових суден.

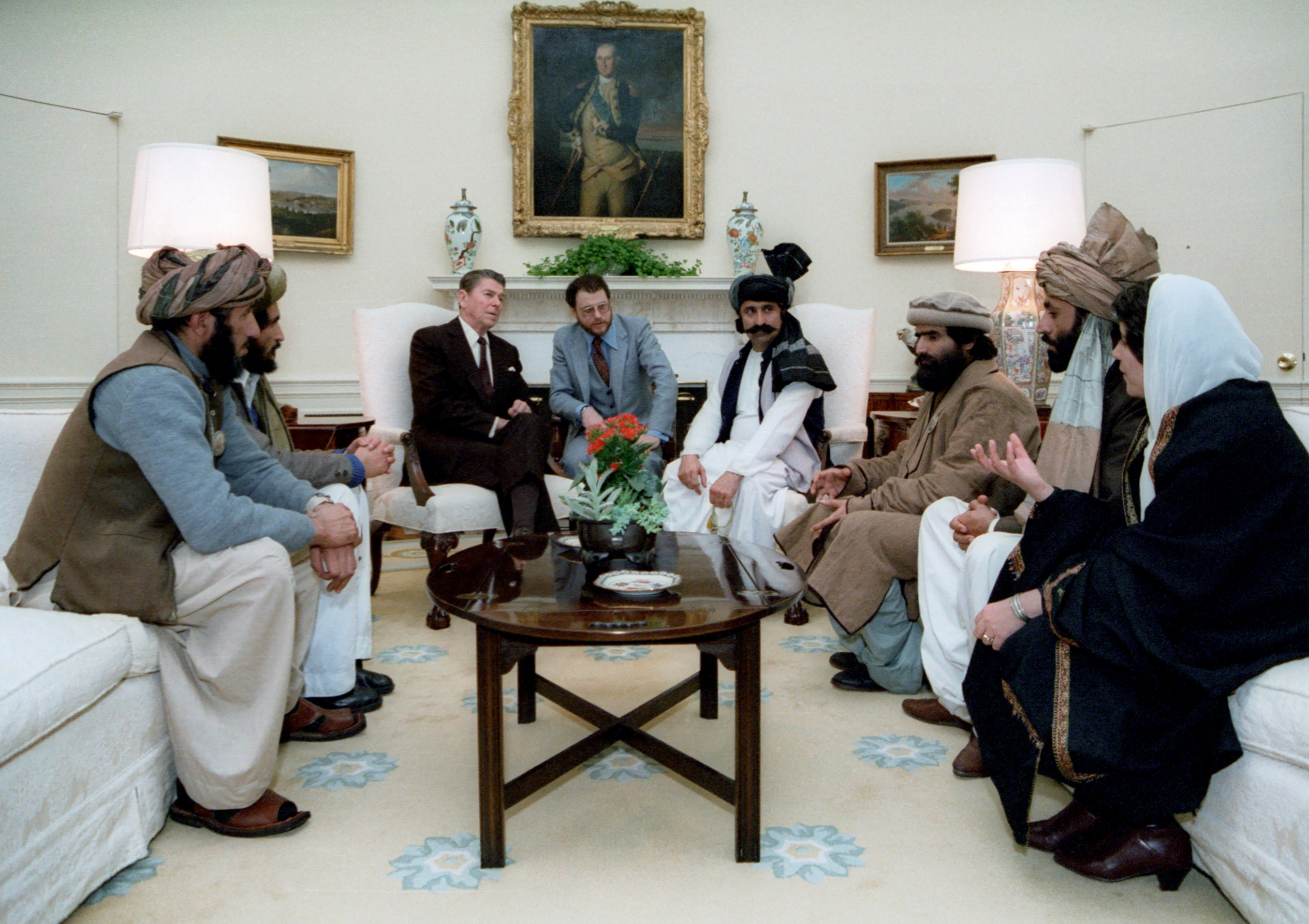
Знайомство Рональда Рейгана з афганськими моджахедами, 1983 рік

У жовтні 1983 віддав наказ здійснити збройне вторгнення в Гренаду. 
Здійснювалася активна масована підтримка сил опозиції, що діяли проти контингенту радянських військ в республіці Афганістан.
У березні 1983 року оголошена довгострокова та широкомасштабна програма по досягненню військової переваги в космічному просторі (так звана Стратегічна оборонна ініціатива, або програма «Зоряних воєн»), що мала своєю метою максимально економічно ослабити СРСР.
У ході президентської кампанії 1984 року запустив ефективну телеінформаційну кампанію «Ранок в Америці» і на президентських виборах 1984 року отримав значну перемогу над кандидатом від Демократичної партії Волтером Мондейла, отримавши 525 з 538 голосів вибірників і поступившись лише в рідному штаті Мондейла і в окрузі Колумбія.
Другий термін президентства був відзначений значними кроками вперед до закінчення холодної війни, хоча в 1985—1986 роках радянсько-американські відносини пережили чимало шпигунських скандалів. Провів кілька зустрічей (перша — в Рейк'явіку, в жовтні 1986 року), вступивши в переговори з генеральним секретарем ЦК КПРС Михайлом Горбачовим, що призвело до підписання в 1987 році Договору про ліквідацію ракет середньої та малої дальності між СРСР і США. Пізніше лідери двох країн провели переговори про скорочення ядерного арсеналу.
У квітні 1986 року віддав наказ про завдання авіаударів по Лівії.
У ході епідемії СНІДу, яка розгорілася в США в середині 1980-х, уряд Рейгана через ЗМІ вів пропагандистсько-просвітницьку роботу серед молоді. Президентська адміністрація виявилася замішаною в безлічі скандалів, найбільшим з яких стала справа «Іран-контрас». Щоправда, цей скандал майже не позначився на рейтингу довіри виборців США.
У 1986 році відбулося обвальне падіння цін на нафту, що економісти пов'язують із зовнішньою політикою Рейгана по підриву основної статті експорту СРСР.

### Замах на Рейгана
1981 року Рейган пережив замах на себе, коли куля психічно неврівноваженого Джона Гінклі зрикошетила від авто і застрягла у президента в легенях. Це було помічено не одразу, Рейган дістався до клініки, вийшов з машини і прийшовши до лікарів поскаржився на утруднення в диханні. Згодом лікарі прооперували президента і витягли з нього кулю.
Однак ця історія мала і дотепне продовження. Виступаючи в 1987 році в Західному Берліні, Рейган почув ляск повітряної кульки, який нагадував постріл, не розгубився і пожартував: «Мимо!» — «Missed me!». Зала розірвалася оплесками.
Рональд Рейган став першим президентом США, який подолав прокляття американської політики. До Рейгана усі президенти США, обрані в рік, який без остачі ділився на 20 гинули насильницькою смертю до кінця строку повноважень. Це пов'язували з легендою про вождя індіанців Текумсе, який так прокляв американців. Через кілька днів після того, як Рейган пережив замах на нього, журналіст Джек Андерсон написав, що президент або спростував забобони, або мав дев'ять життів.

### Після президентства
Рейган залишив посаду 1989 року по завершенню другого терміна. Його наступником став Джордж Буш-старший, який був віцепрезидентом під час обох термінів Рейгана.
1994 року Рейгану поставили діагноз — хвороба Альцгеймера. 1995 року нагороджений дипломом «Хранитель Вогню» від Центру політики безпеки США.
Рейган помер 5 червня 2004 року в Лос-Анджелесі у віці 93 років 3 місяці і 29 днів, побивши на той час рекорд життя Президента США. У 2006 році цей рекорд подовжив Джеральд Форд.

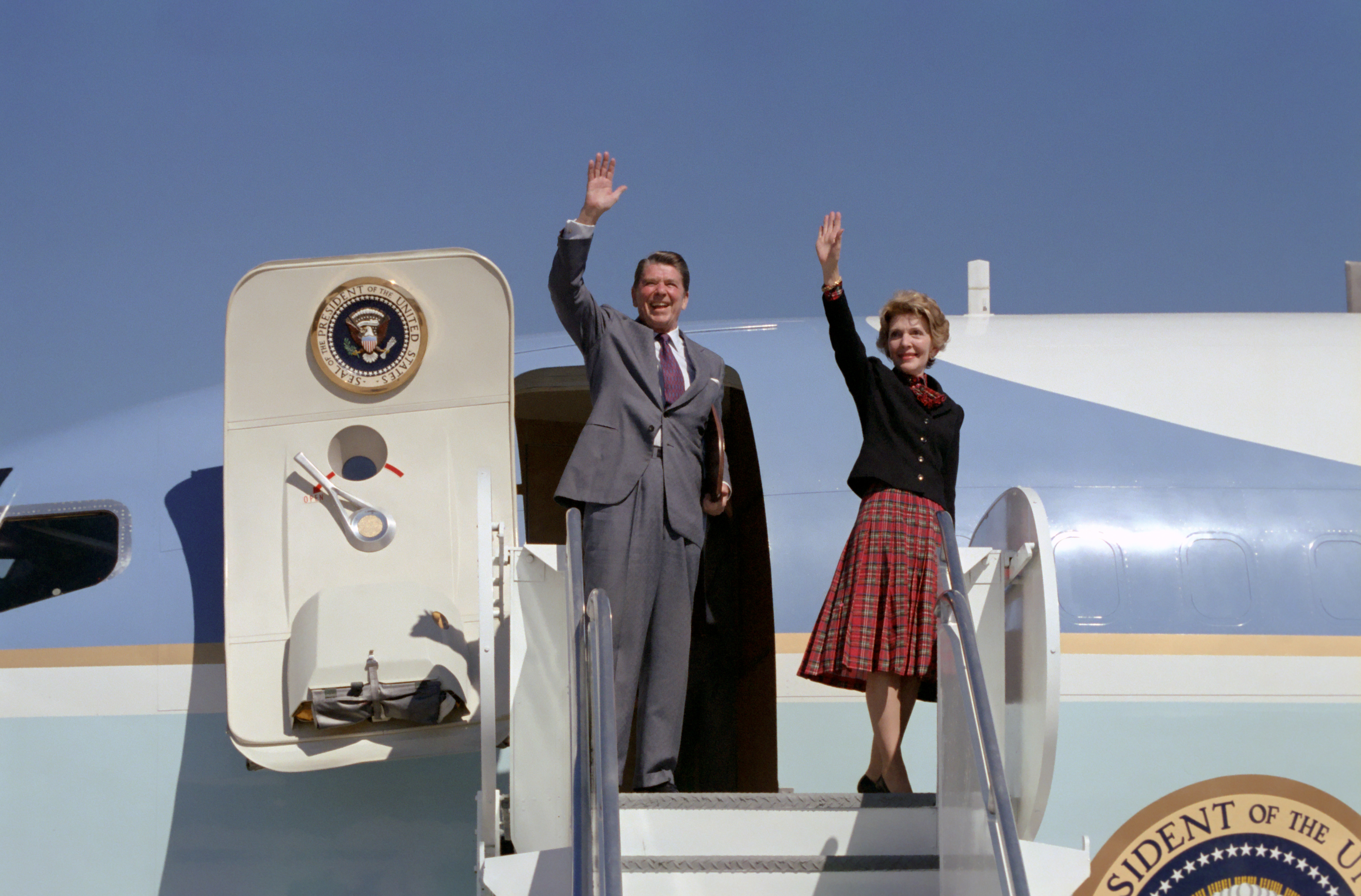
Рональд Рейган та його дружина Ненсі, 1981 рік

## Особисте життя
Рональда Рейгана завжди шанували за серйозне ставлення до родинного життя.
1940 року він, тоді актор, одружився з акторкою Джейн Вайман, і невдовзі в них з'явилася донька Морін. 1941 року подружжя всиновило хлопчика Майкла. Цей шлюб розпався 1948 року.
1952 року Рейган одружився вдруге — з акторкою Ненсі Девіс, яка незабаром після весілля залишила кар'єру. «Моє життя по-справжньому почалося лише тоді, коли я одружилася з Ронні», — заявила вона в одному з інтерв'ю. У цьому шлюбі народилися син Рональд Прескот і донька Патриція.

## Рекорди Рональда Рейгана

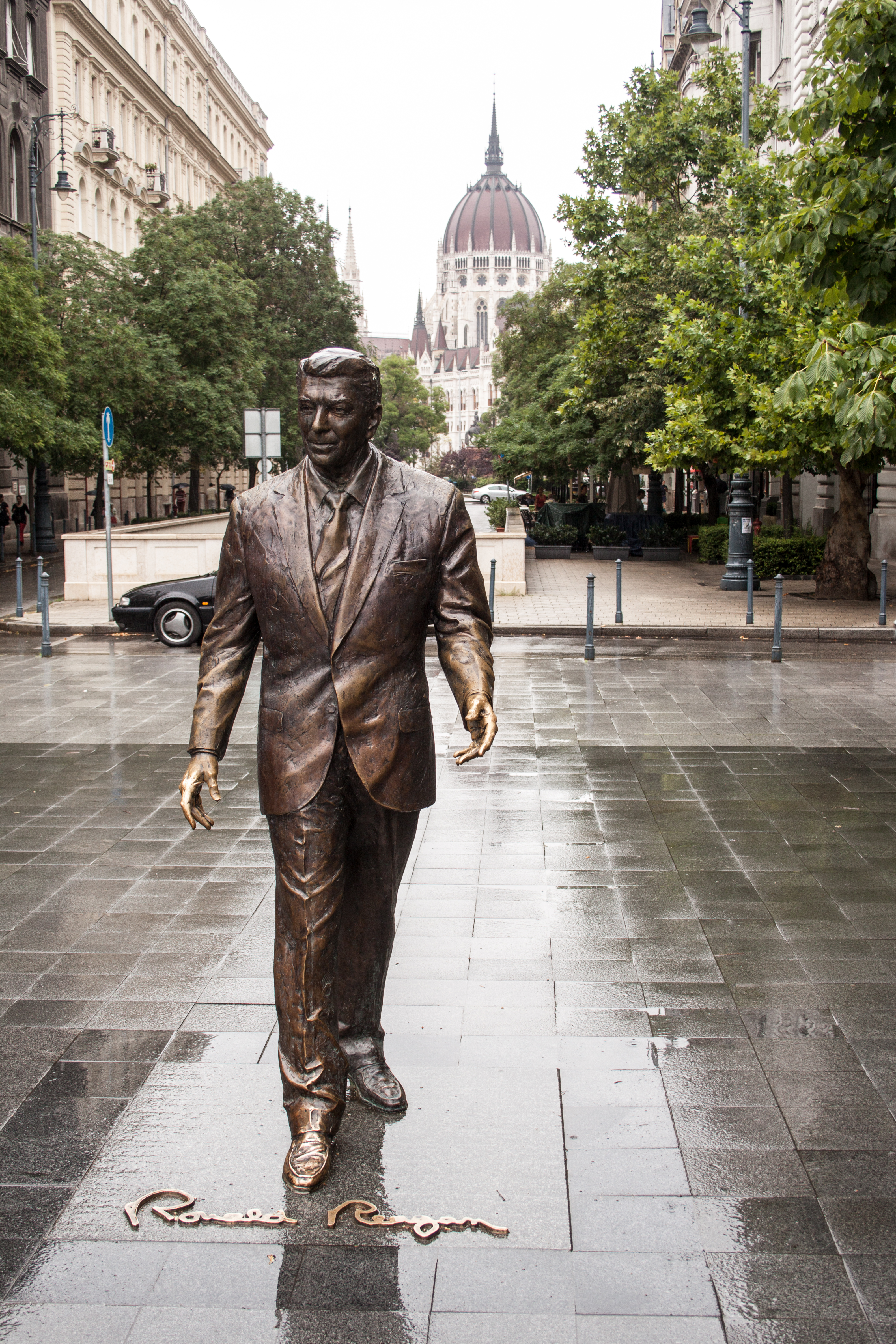
Бронзовий пам'ятник Рональду Рейгану у Будапешті, відкритий 2011 року на честь 100-річчя Рейгана

1. Був першим і залишається єдиним президентом США, який був членом профспілки і навіть очолював її: голлівудська Гільдія кіноакторів, президентом якої він був у 1947—1952 та 1959—1960 роках.
2. 11 жовтня 2001 року побив рекорд одного зі своїх попередників Джона Адамса і став найстарішим з усіх експрезидентів США. Помер у віці 93 років і 120 днів. В даний час рекорд належить його іншому попереднику Джиммі Картеру який помер у віці 100 років та 90 днів.
3. До Дональда Трампа залишався найстарішим з усіх американських президентів за віком вступу на посаду (69 років) та залишення її (77 років). Трампу на час вступу на другу каденцію було 78 років.
4. Був першим президентом США, починаючи з 1840 року, який подолав так званий «нульовий чинник». Усі його попередники, обрані президентами в роки, які закінчувалися на нуль, померли під час президентського терміну.
5. Єдиний з президентів США, який знявся в комерційній рекламі (чоловічі сорочки).
6. Перший з американських експрезидентів, який помер у XXI столітті.
7. Рекордсмен серед усіх американських президентів: під час виборчої кампанії 1984 року набрав 525 із 538 електоральних голосів (голосів виборців), перемігши головних противників Джиммі Картера та Волтера Мондейла в 49 із 50 штатів.
8. До Трампа був єдиним президентом США, який розлучався.
9. Був не лише єдиним президентом з акторським минулим, а й єдиним, хто виступав у Лас-Вегасі в ролі коміка (впродовж двох тижнів 1954 року в готелі «Ласт Фронтір»).

## Цитати Рональда Рейгана
- «Найстрашніші слова англійською: „Я з уряду, і я тут, щоб вам допомогти“» (The most terrifying words in the English language are: I'm from the government and I'm here to help.)
- «Уявлення держави про економіку можна звести до декількох коротких фраз: Якщо щось рухається, оподатковуй це; якщо воно продовжує рухатися, зарегулюй це. А як зупиниться — субсидуй це». (Government's view of the economy could be summed up in a few short phrases: If it moves, tax it. If it keeps moving, regulate it. And if it stops moving, subsidize it.)
- "Я не хочу справляти враження людини, яка зумисне намагається напустити туману".

## Вшанування пам'яті

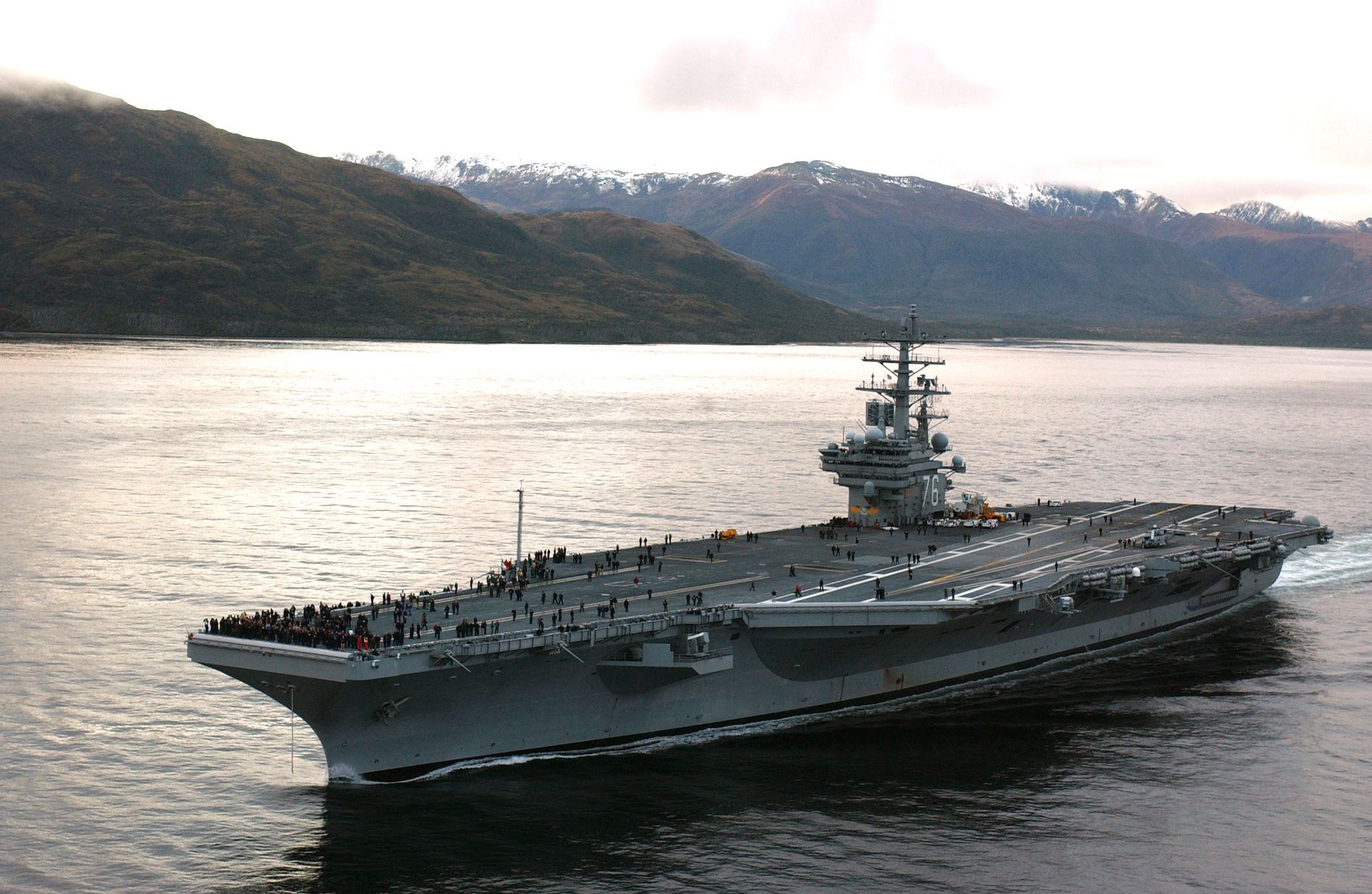
Атомний авіаносець «Рональд Рейган», класу Німіц, CVN-76, спущений на воду 2001 р.

- Його зірка є на «Алеї слави» в Голлівуді. Таким чином, Рональда Рейгана вшановано як актора.
- На честь нього названий Національний Аеропорт імені Рональда Рейгана у Вашингтоні.
- Також на честь нього названий Авіаносець «Рональд Рейган».
- У 2005 році був відкритий пам'ятник Рональду Рейгану в Будапешті.
- В листопаді 2011 року пам'ятник Рональду Рейгану відкрито у Варшаві, навпроти посольства США в Польщі. Біля пам'ятника є сквер, який також названо ім'ям Рональда Рейгана.
- 23 листопада 2011 року був відкритий пам'ятник Рональду Рейгану в Тбілісі.
- 14 липня 2012 року був відкритий пам'ятник Рональду Рейгану та Іоанну Павлу ІІ у Гданську.
- У місті Київ існує вулиця Рональда Рейгана.[13]

## Галерея

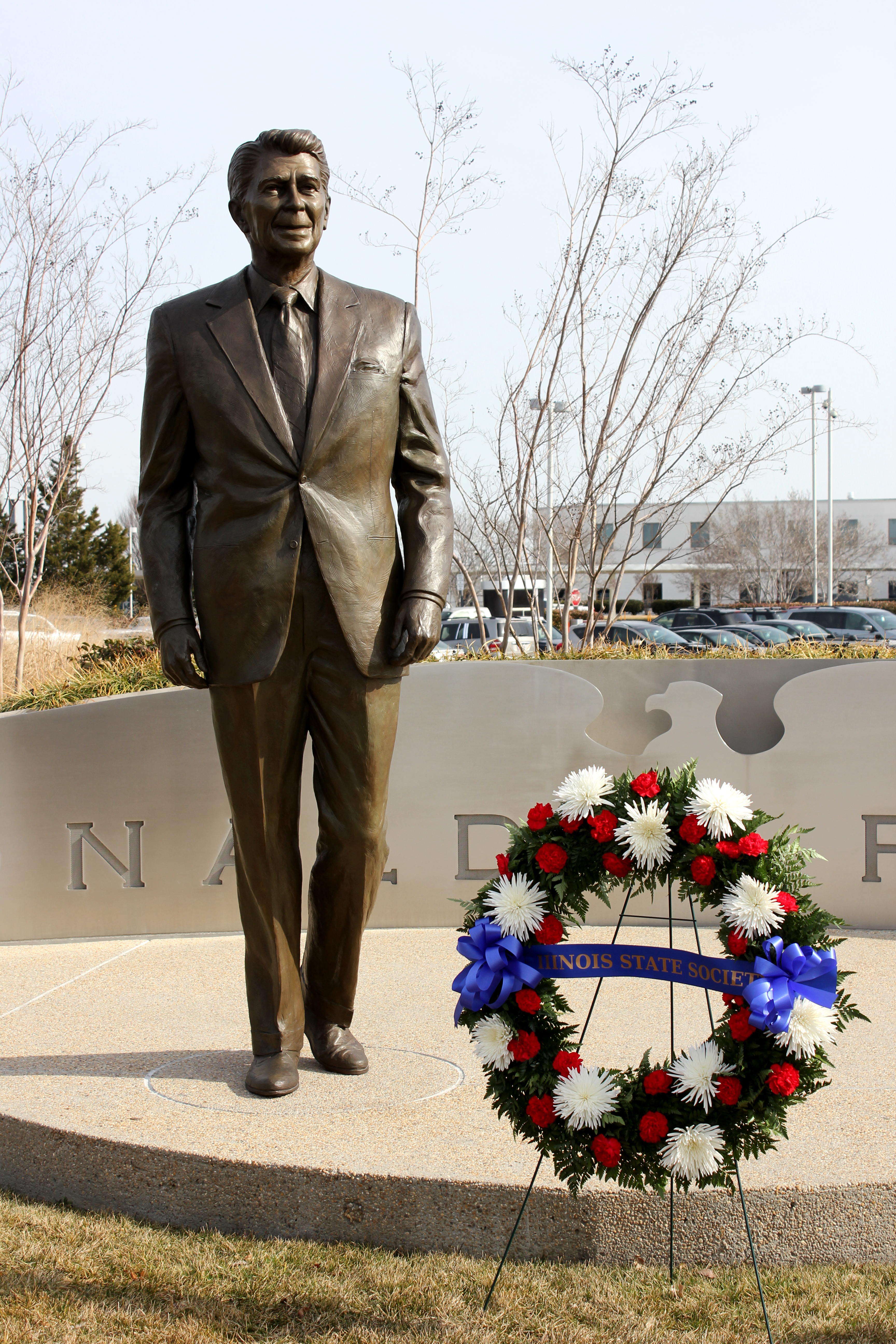
Скульптура Рональда Рейгана у Вашингтоні
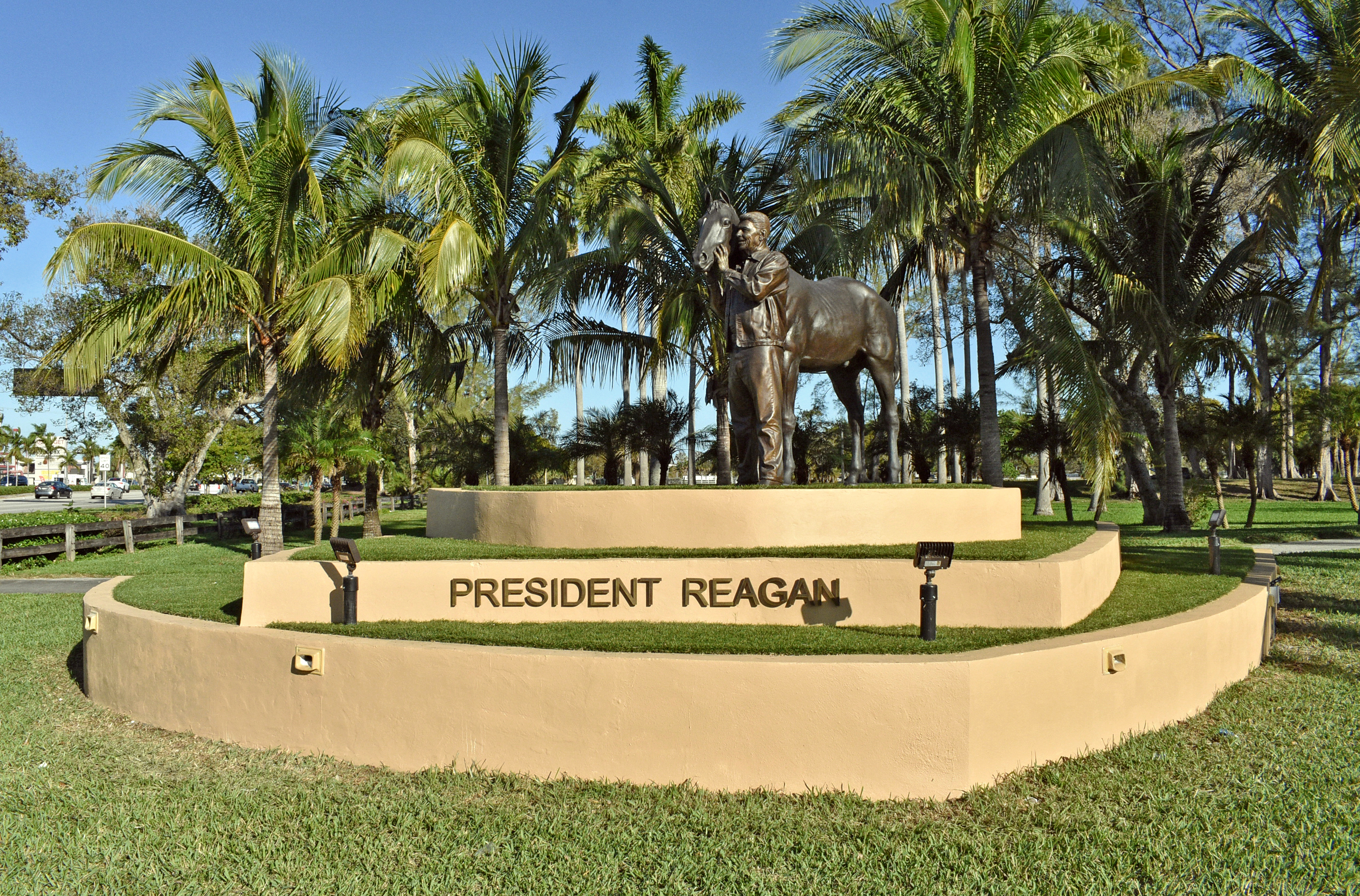
Скульптура Рональда Рейгана у Маямі
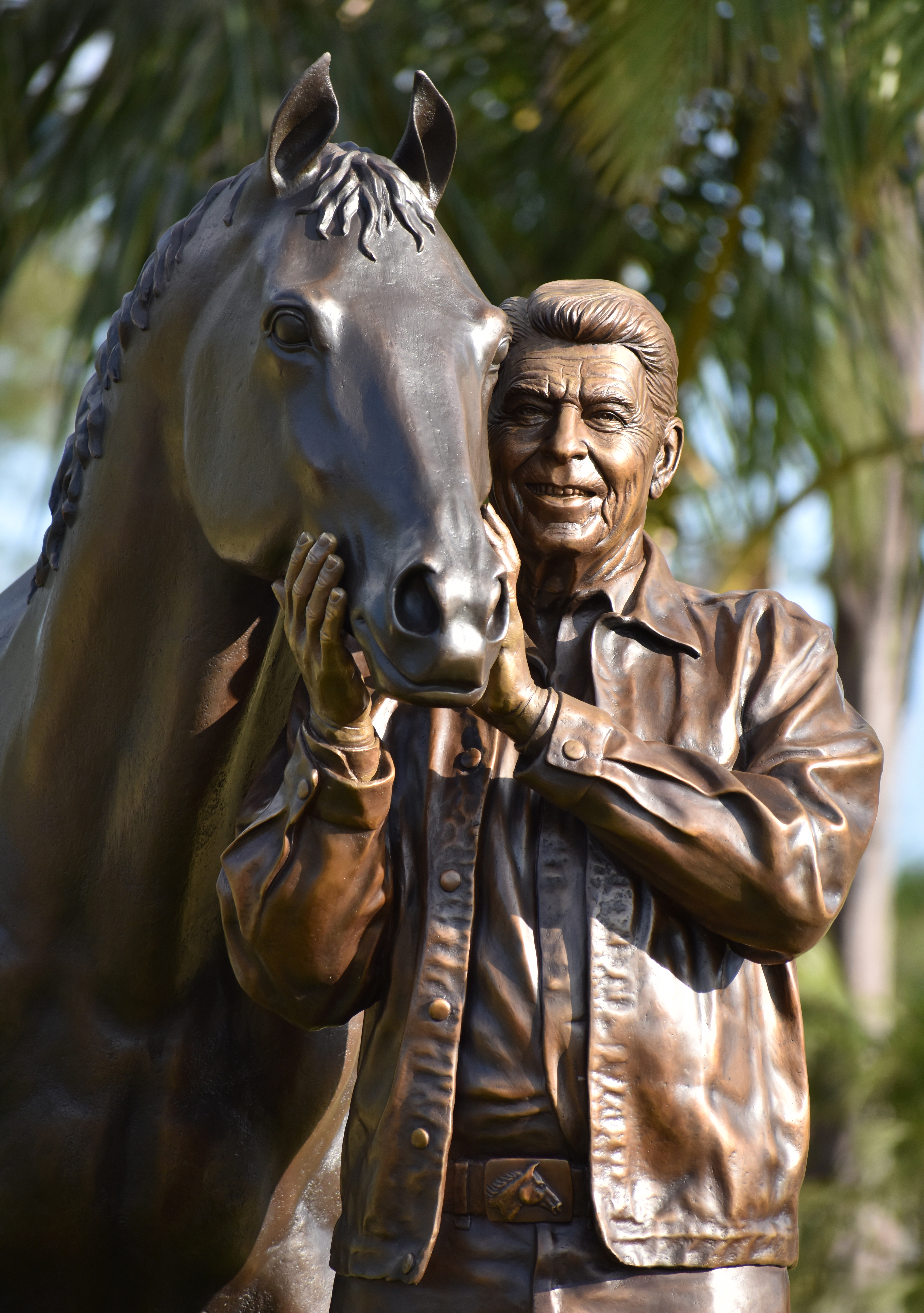